# Zinfandel

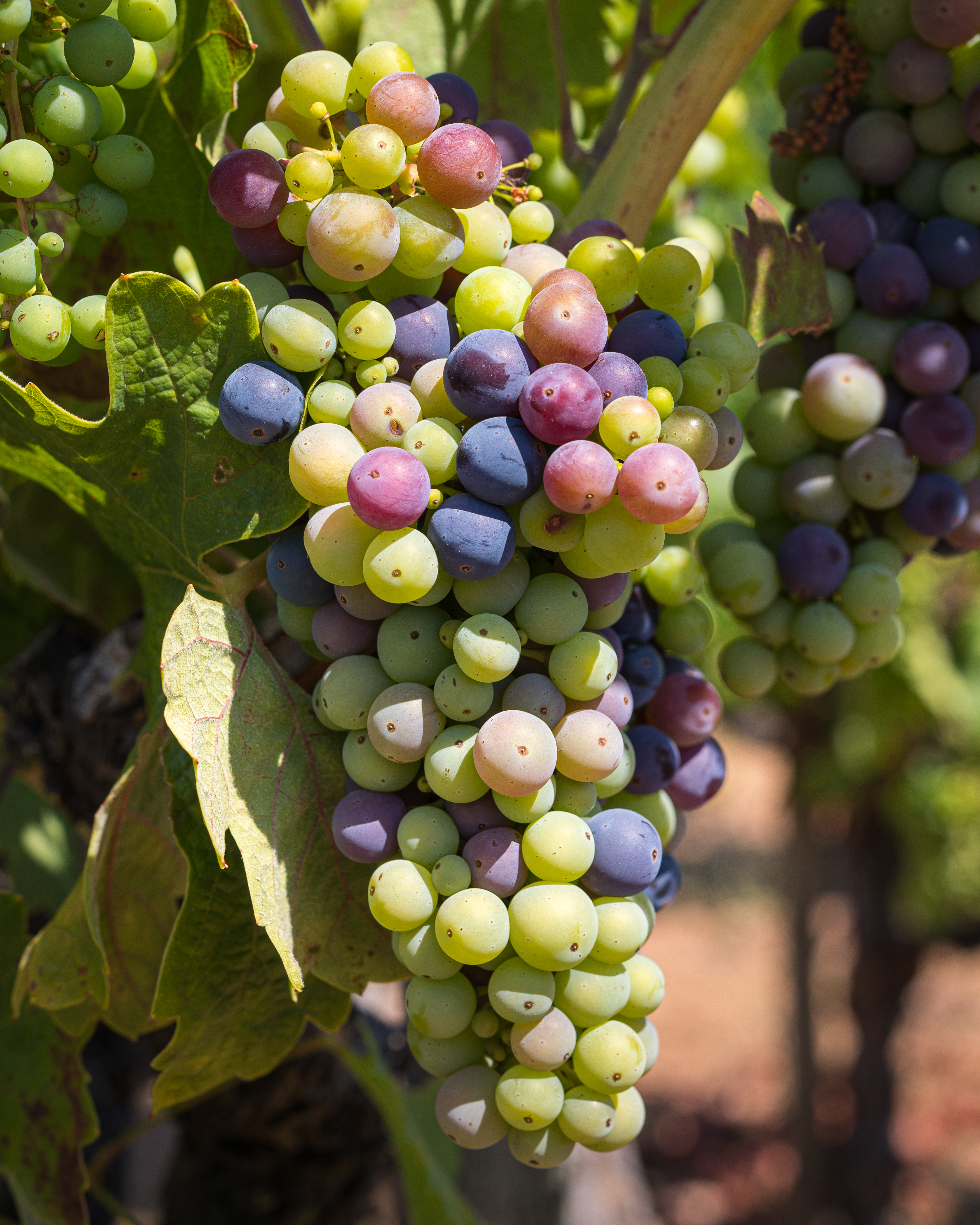
Tros Zinfandel-druiven

Zinfandel is een blauwe druivensoort die bijna 10% van de druiven vertegenwoordigt van de Californische wijngaard. Uit genetische analyses is gebleken dat de druif dicht bij de crljenak kaštelanski-druif aanleunt. Deze druif wordt al duizenden jaren aan de Kroatische kust verbouwd. Ze leunt ook dicht bij de primitivo die in de Italiaanse regio Apulië wordt verbouwd.

## Oorsprong
In 1993 gebruikte het team van professor Carole Meredith aan de Universiteit van Californië, Davis, een genetische analysetechniek en bevestigde dat Primitivo en Zinfandel klonen zijn van dezelfde druivensoort.  Vergelijkende tests concludeerden ook dat primitivo -entselecties over het algemeen een hogere opbrengst hadden dan zinfandel, vroeger rijpten, een gelijke of hogere opbrengst hadden en minder vatbaar waren voor bruinrot. Deze bevindingen komen overeen met de theorie dat primitivo het resultaat is van een selectie van Kroatische klonen die zijn gekozen vanwege hun vroege volwassenheid.

## Verdeling
Zinfandel wordt vaak geassocieerd met de Californische wijnbouw vanwege zijn populariteit in deze Amerikaanse staat. Tot 1998 was Zinfandel de meest aangeplante blauwe druivensoort in Californië, voordat hij werd verdrongen door Cabernet Sauvignon. De aanplant vertegenwoordigt nog altijd meer dan 10% van de Californische wijngaarden.
Oorspronkelijk geteeld in de Verenigde Staten voor de verkoop als tafeldruif, wordt zinfandel nu nog alleen verbouwd voor de wijnproductie.
De druiven van de zinfandel-wijngaarden geteeld in Central Valley in Californië zijn grotendeels bestemd voor de productie van halfzoete rosés, witte zinfandels genaamd, een stijl die halverwege de jaren zeventig per ongeluk door producent Sutter Home werd ontwikkeld, goedkoop en representatief, ongeveer zes keer de verkoop van rode zinfandel.  De Lodi-wijnstreek, waarvan het klimaat wordt getemperd door de oceaanlucht die uit de Baai van San Francisco komt, staat echter bekend om zijn rode zinfandelwijnen, waarvan sommige al eeuwen oud zijn.
De druivensoort verdraagt de hitte goed, vandaar het belang van de wijngaard in de provincies San Joaquin, Fresno of Madera, waar de zomertemperaturen vaak boven 40°C komen overdag, zonder getemperd te worden door koele nachten. In regio's met koelere temperaturen, vooral ‘s nachts, zoals de provincies Napa of Mendocino, en nog meer in de provincies Sonoma en San Luis Obispo, maakt zinfandel de productie mogelijk van rode wijnen met altijd relatief hoge alcoholniveaus vanwege het royale suikerniveau, maar meer robuust. In de loop van de decennia, en vooral eind jaren negentig en begin jaren 2000, hebben rode zinfandelwijnen een ongeëvenaarde populariteit genoten in de Verenigde Staten, en sommige wijnen " sekten », geproduceerd in beperkte hoeveelheden, hebben prijzen bereikt die tot nu toe voorbehouden waren aan de grote Bordeauxwijnen.
Het boeket en de smaak van rode Zinfandel wijnen varieert, net als bij andere druivensoorten, en is afhankelijk van de rijpheid van de gebruikte druiven, de regio's waar ze werden verbouwd en de rijpingstechnieken. Een boeket en mondgevoel van rood fruit domineren vaak in wijnen uit warmere wijngebieden zoals Napa Valley , terwijl aroma's van bramen, anijs of zwarte peper vaker voorkomen bij wijnen gemaakt in koelere streken zoals Napa Valley. 

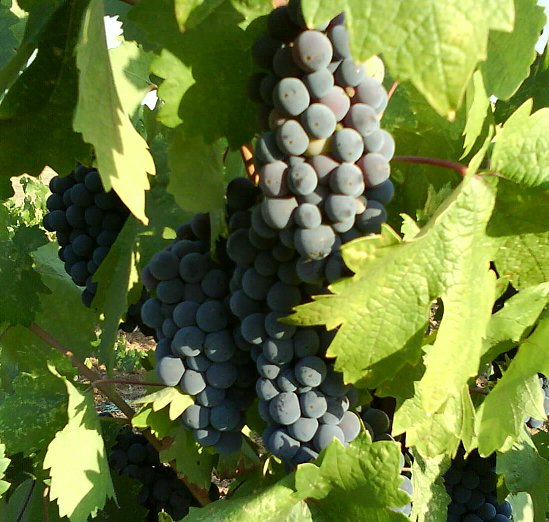
Zinfandel-druiven.

Zinfandel wordt in Californië ook steeds vaker gebruikt als basisdruivensoort in blends waarbij anders traditionele Bordeaux-druivensoorten en/of Syrah worden gebruikt. 
Het wordt soms, hoewel nog zelden, gebruikt om rosés de saignée te maken. Rode wijnen van Zinfandel onderscheiden zich over het algemeen door een zeer donkere kleur en een kruidig, zelfs peperig boeket, en een sterk palet van kruiden en zwart fruit. Sommige van deze wijnen kunnen bijzonder zoet zijn. Het alcoholniveau overschrijdt vaak de 14,5%.
De Amerikaanse Zinfandel Advocates & Producers Association, afgekort ZAP, brengt vele producenten en liefhebbers van zinfandelwijnen samen tijdens een jaarlijks evenement elk jaar in januari in San Francisco. Als onderdeel van de vereniging wordt voor elke wijnoogst een wijn gemaakt met behulp van druiven van de Heritage Vineyard, geteeld door de Universiteit van Californië in Davis in de Napa Valley, waarbij klonen van historische zinfandel-wijnstokken van gerenommeerde wijngaarden uit de hele staat worden samengebracht.